# SS Tauric
SS Tauric foi um transatlântico construído em 1891 pelo estaleiro Harland and Wolff, em Belfast, para a White Star Line. Sua conclusão ocorreu no dia 16 de maio de 1891.

## História
Embora ele tenha sido concebido como um transportador de gado, Tauric também transportava passageiros de segunda e terceira classe. Sua viagem inaugural foi de Liverpool para Nova Iorque, sendo posteriormente transferido para navegar entre Liverpool e Portland.
Em 1903, Tauric foi fretado pela Dominion Line, que o renomeou de Welshman. Em 1921, o navio foi novamente transferido, desta vez para a Leyland Line. Em 1929, oito anos depois, ele foi desmontado no Estuário do rio Forth.